# (400404) 2008 BP3
(400404) 2008 BP3 es un asteroide perteneciente al cinturón de asteroides, región del sistema solar que se encuentra entre las órbitas de Marte y Júpiter, descubierto el 18 de diciembre de 2007 por el equipo del Mount Lemmon Survey desde el Observatorio del Monte Lemmon, Arizona, Estados Unidos.

## Designación y nombre
Designado provisionalmente como 2008 BP3. 

## Características orbitales
2008 BP3 está situado a una distancia media del Sol de 2,555 ua, pudiendo alejarse hasta 2,819 ua y acercarse hasta 2,291 ua. Su excentricidad es 0,103 y la inclinación orbital 14,61 grados. Emplea 1492,24 días en completar una órbita alrededor del Sol.

## Características físicas
La magnitud absoluta de 2008 BP3 es 16,8. 